# Stiring-Wendel
Stiring-Wendel (in alsaziano Stiringe e in tedesco Stieringen-Wendel) è un comune francese di 12 526 abitanti situato nel dipartimento della Mosella nella regione del Grand Est.

## Società

### Evoluzione demografica
Abitanti censiti